# Стоян Стоименов
Стоян Василев Стоименов е български книгоиздател и публицист, герой на социалистическия труд.

## Биография
Роден е на 20 февруари 1908 година в българската част на село Ресен, като днес съществува само босилеградското село Ресен. Първоначално учи в родното си село, а после в мъжката гимназия „Неофит Рилски“ в Кюстендил. През 1927 г. става член на БКМС, а на следващата година на БКП. През 1928 г. основава организацията на РМС в Кюстендил. От 1929 до 1930 е член на ЦК на РМС. Между 1930 и 1932 г. е секретар на ОК на РМС в София. Сътрудничи на вестниците „Новини“, „Трибуна“ и „Младежка дума“. В периода 1935 – 1948 г. е член на Окръжния комитет на БКП в София. Между 1941 и 1943 г. лежи в Гонда вода и Еникьой. Основава издателствата „Нов свят“ и „Нариздат“, като ги ръководи в известен период от време. Взема участие в Съпротивителното движение през Втората световна война, за което е интерниран.
От 1944 до 1946 г. ръководител на Партиздат. През 1953 г. за кратко е търговски представител на България в Чехословакия. След това е заместник главен директор на „Главна дирекция на издателствата, полиграфическата промишленост и търговията с книги“. Известно време е първи секретар на Ленинския районен комитет на БКП, а от 1956 до 1960 г. е член на Градския комитет на БКП в София. През 1956 г. завършва история в Софийския университет. Става кандидат-член на БКП (1958 – 1966) и член на Централната контролно-ревизионна комисия на БКП (1971 – 1981). С указ № 121 от 19 февруари 1968 г. е удостоен със званието „Герой на социалистическия труд“. От 1966 до 1990 е член на ЦК на БКП. Между 1960 и 1971 г. е директор на Музея на революционното движение. От 1971 до 1976 г. работи на обществени начала като директор на Националния комитет за трезвеност.

## Памет
На Стоян Стоименов е наречена улица в квартал „Орландовци“ в София (Карта).

## Книги
- Телените мрежи и високите зидове не сломиха духа на борците. Спомени от лагерите „Гонда вода“ и „Еникьой“, 1969
- И перото бе щик. Спомени, Изд. на ОФ, 1974
- В борбата за новия свят. Мемоари, публицистика. 1984
- Страници из техния живот. Спомени и очерци (за партийни дейци и писатели-комунисти), Партиздат, 1984